# Paul Neucrantz
Paul Neucrantz, auch Niecrantz (* 27. Oktober 1605 in Rostock; † 24. Mai 1671 in Lübeck) war Arzt und Stadtphysikus der Hansestadt Lübeck.

## Leben
Neucrantz gehört einer bedeutenden mecklenburgischen Ärztefamilie an. Er war der zweite Sohn des in Rostock praktizierenden Leibarztes von Herzog Sigismund August zu Mecklenburg, Michael Neucrantz (der Ältere). Paul studierte gemeinsam mit seinem Bruder, Michael Neucrantz (der Jüngere), ab 1620 an der Universität Rostock und schloss 1628 mit dem Magister ab. Seine Grand Tour führte ihn 1631 auch nach Padua, wo er zum Dr. med. promoviert wurde. Nach seiner Rückkehr ließ er sich zunächst 1632 in Rostock, dann 1634 aber in Lübeck als praktischer Arzt nieder. Lübeck konnte sich als neutrale Reichsstadt von den Wirren des Dreißigjährigen Krieges gut freihalten, war aber von Flüchtlingen überfüllt, so dass die Seuchengefahr groß war. Als Nachfolger von Johann Heinrich Meibom wurde er von 1655 bis zu seinem Tod 1671 Stadtphysikus in Lübeck.
Paul Neucrantz hat seinerzeit beachtetes medizinisches Schrifttum hinterlassen, so zum Antritt des Stadtphysikats die „Idea medici perfecti“. Weiter Veröffentlichungen über die Purpurschnecke und die Heilkräfte des Herings. Auch die Söhne von Paul Neucrantz wurden bekannte Mediziner: Johann Anton Neucrantz († 1733) war zunächst ebenfalls Arzt in Lübeck und ab 1698 in Schwerin Leibarzt des mecklenburgischen Herzogs Friedrich Wilhelm (I.); Heinrich Neucrantz (1638–1700) wurde als Lehrstuhlinhaber an der Universität Helmstedt durch seine ophthalmologischen Forschungsarbeiten bekannt.

## Schriften
- De Purpura Liber Singularis: In Quo Febrium Malignarum Natura & curatio proponitur, Ad Amplissimum Magistratum Lubecensem. Lübeck: Schernwebelius 1648 (VD17 23:284262V). 2. Auflage: Frankfurt und Lübeck: Becker (VD17 23:240408G)
- De harengo exercitatio medica, Lübeck 1654 (VD17 12:141292M, Digitalisat bei Google Books)
- Idea Perfecti Medici: Oratione funebri proposita, Cum ... Dn. Joanni Henrico Meibomio, In Auditorio Lubecensi publice parentaret. Ad Ampl:mum Magistratum Lubecensem. Lübeck: Jaeger 1655 (VD17 23:264843R)